# کارمینیک اسید

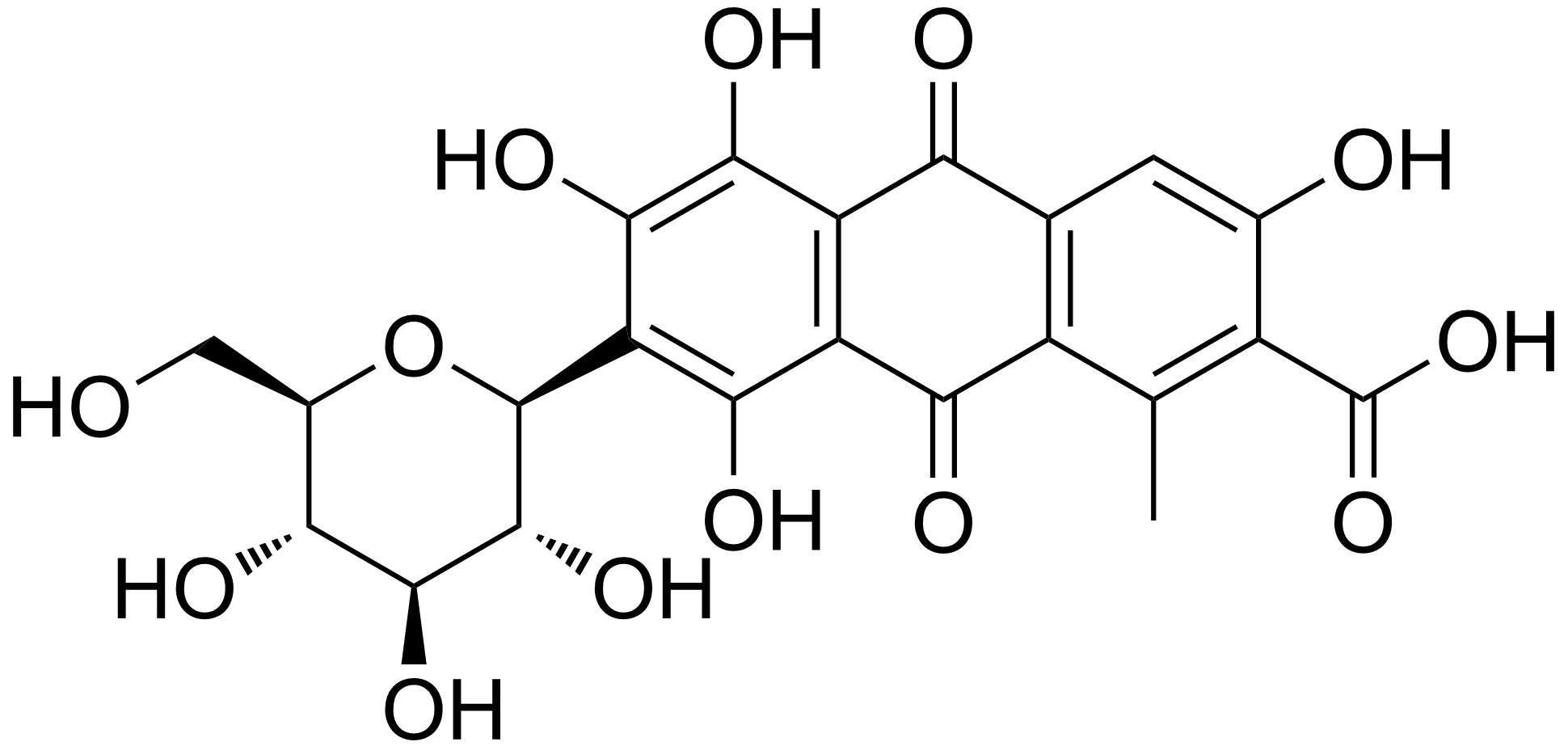
کارمینیک اسید

کارمینیک اسید (به انگلیسی: Carminic acid) با فرمول شیمیایی C۲۲H۲۰O۱۳ یک ترکیب شیمیایی است. که جرم مولی آن ۴۹۲٫۳۸ g/mol می‌باشد. 